# Де Арк (Мисури)
Де Арк (енгл. Des Arc) град је у америчкој савезној држави Мисури.

## Демографија
По попису из 2010. године број становника је 177, што је 10 (-5,3%) становника мање него 2000. године.
| Група             | 2000.       | 2010.       |
| Белци             | 185 (98,9%) | 168 (94,9%) |
| Афроамериканци    | 0 (0,0%)    | 3 (1,7%)    |
| Азијати           | 0 (0,0%)    | 0 (0,0%)    |
| Хиспаноамериканци | 0 (0,0%)    | 0 (0,0%)    |
| Укупно            | 187         | 177         |